# Filles d'Isabelle

Blason

Les Filles d'Isabelle est une organisation de femmes catholiques fondée par le père John Russell en 1897 à New Haven au Connecticut. Elle est surtout présente au Canada et aux États-Unis. Sa devise est « Unité, amitié et charité ».
Son organisation est comparable aux Chevaliers de Colomb, un regroupement d'hommes. Les Filles d'Isabelle veulent centraliser les groupes de femmes et œuvrer pour le bien-être dans la société. Elles sont aujourd'hui 60 000 Filles, ce qui en fait l'un des plus grands organismes féminins. En 2002, elles ont célébré les 105 ans de leur organisation.
La patronne de l'organisation est Isabelle de Castille, qui unifia son pays sous la bannière du christianisme et qui aida le voyage de Christophe Colomb. Sur le plan spirituel, l'organisation offre une participation active aux messes, aux retraites et aux neuvaines pour mieux développer une amitié avec Dieu. Les membres apprennent à se connaître et organisent des levées de fonds pour les paroisses et les séminaires. Elles adhèrent également aux causes civiques qui touchent les femmes et les familles.
Le cercle international des Filles d'Isabelle est son corps législatif: il est élu pour un mandat de deux ans. Un cercle d'État, également biennal, s'occupe des règlements, des programmes et de l'élection des officières. Plusieurs cercles locaux sont réunis aux niveaux communautaires et diocésains: c'est la base de ces groupes charitables et civiques.
La régente internationale des Filles d'Isabelle est Susanne Suchy. Des cercles de femmes sont régulièrement fondés à travers le monde, par exemple dans le nord de l'Ontario, au Tennessee et au Japon.